# 官桥陈氏
官桥陈氏，为浙东著名家族，出自明清宁波府慈谿县。后代人物多出自慈谿县东乡、西乡（西乡今属余姚市，东乡今属宁波市镇海区）。近现代人物中尤以党政、宣传要人闻名。

## 历史

### 家族迁徙记录
有记载的历史约有四百余年。元末明初，官桥陈氏与很多北方、中原世族一样，因战乱自中原南迁（根据《陈孟房家谱》的记载）。先世卜居奉化县，奉化始迁祖为明朝大同知府陈冲宇，致仕后移居奉化养老。明朝末年，九世祖陈仁一（仁一公）自奉化县西迁至慈谿县西乡（今属余姚市），被认为是“官桥”始迁祖。陈仁一卜居桥西，其家后来形成自然村，故村名也被叫作“官桥村”。故当年陈仁一为西迁至慈谿西乡出西门官桥西岸均为一路向“西”。

### 官桥
“官桥”即原慈谿县西乡境内一小河上的石拱桥，为南宋遗存石桥，之后历代都有修缮。1979年，官桥浦不再通行船只，据说为了方便农机（特别是拖拉机）过河，官桥被改建，成为水泥结构桥梁。今仅遗存石护栏，镌刻有“颖川永济”和“官桥”字样。桥头曾植有樟树。

## 著名人物

### 三党要人
官桥陈氏在近现代以政要辈出闻名，横跨近现代中国两岸三地“三党”（三个最主要执政党）。其中著名人物有：
- 陈良宇：籍貫慈谿县东乡（今属宁波市镇海区）人，前中国共产党中央政治局委员，上海市前市委书记、市长。
- 陈布雷：慈谿县西乡（今属余姚市）人[2]，中国国民党中央政治委员会前秘书长、中央委员，总统府国策顾问。
- 陈师孟：籍貫慈谿县西乡（今属余姚市），台湾民主进步党中央秘书长，总统府秘书长。

### 宣传要人
曾在两岸三地掌官方文宣要职：
- 陈布雷：蒋介石“文胆”，中国国民党宣传要人[2]。
- 陈训悆：中华民国國家通訊社中央通讯社总编辑，《中央日报》社社长，香港《香港時報》社长。
- 陈克寒：中华人民共和国官方新华社总社前社长兼总编辑。
- 陈砾：中华人民共和国官方对外《中国日报》总编辑。
- 陈叔同：《台湾新闻报》前社长，《台湾新生报》前社长。

### 其他著名人物
主要来自陈布雷家族：
- 陈屺怀：同盟会元老，曾任浙江省（战时）省议会会长。
- 陈训慈：文史学者，曾任浙江省立图书馆馆长。
- 陈琏：革命家，曾任中国共产主义青年团中央委员。
- 陈叔时：外交家。
- 陈迟：台湾农学家。
- 陈重华：杭州市副市长。

### 联姻家族
与慈溪杨氏联姻：
- 杨守勤：明朝万历三十二年（1604年）解元、状元。
- 杨九畹：清朝嘉庆二十四年（1819年）己卯恩科榜眼。
- 杨敏曾：陈布雷岳父，文史学者，北京大学、浙江大学教授。

与余姚翁氏联姻：
- 翁郁文

与修文袁氏联姻：
- 袁永熙：清华大学前书记[4]。

## 遗迹
- 今浙江余姚市官桥陈氏故居，今余姚市重点文物保护单位
- 官桥

## 相似家族
- 石塘翁氏：出自鄞县，一个家族横跨“三院”（中央研究院、中国科学院、中国工程院）